# Мерісвілл (Вашингтон)
Мерісвілл (англ. Marysville) — місто (англ. city) в США, в окрузі Сногоміш штату Вашингтон. Населення — 70 714 особи (2020).

## Географія
Мерісвілл розташований за координатами 48°4′58″ пн. ш. 122°9′10″ зх. д. / 48.08278° пн. ш. 122.15278° зх. д. (48.082792, -122.152876).  За даними Бюро перепису населення США в 2010 році місто мало площу 54,23 км², з яких 53,56 км² — суходіл та 0,68 км² — водойми.

## Демографія
Згідно з переписом 2010 року, у місті мешкало 60 020 осіб у 21 219 домогосподарствах у складі 15 370 родин. Густота населення становила 1107 осіб/км².  Було 22363 помешкання (412/км²).
Расовий склад населення:
| - 80,0 % — білих - 5,6 % — азіатів - 1,9 % — корінних американців - 1,9 % — чорних або афроамериканців - 0,6 % — вихідців з тихоокеанських островів - 4,4 % — осіб інших рас |

До двох чи більше рас належало 5,5 %. Частка іспаномовних становила 10,3 % від усіх жителів.
За віковим діапазоном населення розподілялося таким чином: 27,5 % — особи молодші 18 років, 62,6 % — особи у віці 18—64 років, 9,9 % — особи у віці 65 років та старші. Медіана віку мешканця становила 34,2 року. На 100 осіб жіночої статі у місті припадало 97,6 чоловіків;  на 100 жінок у віці від 18 років та старших — 94,8 чоловіків також старших 18 років.
Середній дохід на одне домашнє господарство  становив 74 466 доларів США (медіана — 65 434), а середній дохід на одну сім'ю — 82 730 доларів (медіана — 74 529). Медіана доходів становила 53 271 долар для чоловіків та 39 419 доларів для жінок. За межею бідності перебувало 10,0 % осіб, у тому числі 12,3 % дітей у віці до 18 років та 6,8 % осіб у віці 65 років та старших.
Цивільне працевлаштоване населення становило 30 156 осіб. Основні галузі зайнятості: освіта, охорона здоров'я та соціальна допомога — 19,7 %, виробництво — 19,1 %, роздрібна торгівля — 14,5 %, мистецтво, розваги та відпочинок — 10,1 %.